# 尾紋九棘鱸
尾紋九棘鱸，又稱尾紋九刺鮨、霓鱠，俗名為石斑、朱鱠，為輻鰭魚綱鱸形目鱸亞目鮨科的其中一個種。

## 分布
本魚分布於印度太平洋之熱帶及亞熱帶區域，包括東非、法屬波里尼西亞、南日本、台灣、澳洲大堡礁。

## 深度
水深1至36公尺。

## 特徵
本魚頭大、口大，頜稍能活動，可向前伸出，末端延伸之眼後緣之下方，鋤骨和腭骨具絨毛狀齒。背鰭鰭棘部和鰭條部相連無缺刻，第一鰭棘稍短，其鰭棘及鰭條約等長。臀鰭與背鰭鰭條部相對，以第二鰭棘較強大。本種魚以其尾部二白色斜帶極易辨識；體前半部鮮紅色，後半部較暗；但有時也會變成暗色斑駁。尾鰭圓形、背鰭連續，有硬棘4枚，軟條14至16枚；臀鰭硬棘3枚，軟條9枚。體側有時具細小淡斑及6條不顯著之不規則橫帶。背鰭及臀鰭軟條部具許多細小橘紅色點及鰭膜具橘色緣；腹鰭橘紅色且具藍色緣；體被細小櫛鱗；側線鱗孔數54至68個；縱列鱗數88至108枚。體長可達20公分。

## 生態
本魚僅棲息珊瑚礁淺水域，為礁區常見的肉食者，白天在礁區巡遊，獵食其他魚類。

## 經濟利用
為肉質鮮美的食用魚，適合清蒸、紅燒、油炸。